# منتخب إندونيسيا لكرة اليد
منتخب إندونيسيا لكرة اليد هو ممثل إندونيسيا الرسمي في المنافسات الدولية و القارية في كرة اليد.